# تتراگراماتون

چهار حرفِ مقدس در زبان Paleo-Hebrew و الفبای آرامی و الفبای عبری

تتراگراماتون (از زبان یونانی τετραγράμματονبمعنیِ چهار حرف) نامی مذهبی و اسم علم برای خدا יהוה در زبان عبری است و معمولاً با چهار حرفِ لاتینِ YHWH نویسه‌گردانی می‌شود.
این نام، یکی از نام‌های خدای اسرائیل در کتاب مقدس عبری است.